# Bill Eppridge
William E. "Bill" Eppridge (20 de marzo de 1938 - 3 de octubre de 2013) fue un fotógrafo y reportero gráfico para la revista Life, conocido por su fotografía del moribundo Robert F. Kennedy, tomada en junio de 1968.
Eppride nació en Buenos Aires, Argentina el 20 de marzo de 1938 y se crio en la ciudad de New Milford en Connecticut Condado de Litchfield.
Eppridge murió de una infección séptica, el 3 de octubre de 2013, a los 75 años de edad, en un hospital de Danbury, Connecticut.